# Gäddtjärnen (Malungs socken, Dalarna, 669151-138958)
Gäddtjärnen är en sjö i Malung-Sälens kommun i Dalarna och ingår i Göta älvs huvudavrinningsområde.